# 夏目真悟
夏目真悟（日语：／ Natsume Shingo，1980年9月26日—），日本男性動畫師、動畫演出家、動畫導演。出身於青森縣。
他在一間遊戲公司擔任遊戲開發者後，轉行成為動畫師。在為J.C.STAFF、GONZO、SHIN-EI動畫工作後，現在是自由身。

## 參加作品

### 電視動畫
2003年
- 愛的魔法（—2004年，動畫、原畫）

2005年
- 星艦駕駛員（原畫）
- 我們的仙境 ～Heartful Days（動畫、原畫）
- 極上學生會（原畫、OP原畫）
- 蜂蜜與四葉草（動畫、原畫）
- 灼眼的夏娜（—2006年，原畫）

2006年
- 歡迎加入N·H·K！（作畫監督、原畫、OP原畫）
- 零之使魔（原畫）

2007年
- 交響情人夢（原畫）
- 火影忍者疾風傳（—2017年，第2原畫）
- 天元突破 紅蓮螺巖（原畫、第2原畫）
- 地球防衛少年（作畫監督、原畫、OP原畫）
- THE SKULLMAN（原畫）
- 龍鳴（—2008年，OP原畫）

2008年
- 楚楚可憐超能少女組（原畫）
- 哆啦A夢 (2005年版)（原畫）
- 魔法學園MA 哇呀呀！（OP原畫）
- 屍姬 赫（原畫）

2009年
- 迷宮塔 ～烏魯克之盾～（OP原畫）
- 戰國BASARA（原畫）
- 海物語 ～有你相伴～（分鏡、演出、原畫）
- 鋼之鍊金術師 FULLMETAL ALCHEMIST（原畫）

2010年
- 四疊半神話大系（分鏡、演出、原畫）
- 吊帶襪天使（原畫）

2014年
- 宇宙浪子（導演、分鏡、演出、原畫、特別宇宙人設定）

2015年
- 一拳超人（導演[4]、分鏡、演出）

2017年
- 排球少年!! 烏野高中 VS 白鳥澤學園高中（OP分鏡）
- ACCA13區監察課（導演、分鏡、演出）

2019年
- 不吉波普不笑（導演[5]、分鏡、演出）

2021年
- 漂流少年（導演、編劇、原作[6]、分鏡、演出[7]）

### 電影動畫
2005年
- 劇場版 機動戰士Z鋼彈（原畫）

2006年
- 哆啦A夢：新·大雄的恐龍（原畫）

2007年
- 哆啦A夢：大雄的新魔界大冒險 ～7人魔法使～（原畫）

2008年
- 哆啦A夢：大雄與綠之巨人傳（作畫監督補佐）

2010年
- 歡迎光臨宇宙秀（原畫）

2011年
- 鋼之鍊金術師：嘆息之丘的聖星（演出）

2017年
- 春宵苦短，少女前進吧！（分鏡）

2027年
- ghost（暫定）（導演、編劇[8]）

### OVA
2005年
- 星夢美少女 鳳凰傳說 ～蕾拉·漢米頓物語～（第2原畫）

2012年
- 堀桑與宮村君（導演）

2013年
- 鋼鐵人：噬甲病毒崛起（分鏡、演出、原畫）

### 網路動畫
2022年
- 四疊半時光機藍調（導演、分鏡）

## 相關項目
- SHIN-EI動畫
- 日本動畫師列表（日语：アニメ関係者一覧）